# Џамија Араста
Џамија Араста је џамија у Скопљу, стационирана у Старој скопској чаршији између Безистана и Куршумли хана. Ова џамија је једна од првих грађевина око које је изграђен базар. Њен садашњи облик стечен је након реновирања које је започето 2010. а завршено 2014. године.

## Порекло имена
Име Араста је име које је додељивано великим и важним базарима у већим градовима, а такође је име и за велики број џамија. Према томе, претпоставља се да је џамија добила име по некадашњем базару Араста који се налазио на Старој скопској чаршији.

## Историја
Претпоставља се да је изграђена у 15. веку када су у Скопљу грађене прве џамије. Најстарији подаци који се односе на ову џамију пронађени су у матичној књизи и датирају из 1699. године. Познато је и да је џамија обновљена у 18. веку и потпуно уништена током земљотреса у Скопљу 1963. године. У априлу 2010. године, Исламска верска заједница у Северној Македонији започела је са обнављањем објекта, што је Национални центар за реституцију Македоније оспорио као незаконит и без дозволе. Поред тога, директор Националног реституционог центра истакао је да је почетком обнављања начињена велика штета и да су уништени последњи остаци некадашњег објекта.

## Галерија
- Шадрван у дворишту
- Трем џамије
- Улаз у џамију, изнад је свод
- Поглед на трем из другог угла
- Поглед на џамију из другог угла
- Минарет Арасте